# Strychnos splendens
Strychnos splendens är en tvåhjärtbladig växtart som beskrevs av Ernest Friedrich Gilg. Strychnos splendens ingår i släktet Strychnos och familjen Loganiaceae. Inga underarter finns listade i Catalogue of Life.